# Taraxacum aberrans
Taraxacum aberrans, trajnica, vrsta maslačka iz sjeverne (Danska), srednje (Češka, Njemačka, Nizozemska i Poljska) i jugozapadne Europe (Francuska) Vrsta je opisana 1974.
U Veliku Britaniju je možda uvezena